# Michał Hieronim Radziwiłł
Il Principe Michał Hieronim Radzwiłł (Cracovia, 10 ottobre 1744 – Varsavia, 28 marzo 1831) è stato un poeta polacco.

## Biografia
Apparteneva ad una delle più nobili famiglie polacche, quella dei Radziwiłł, era il figlio di Marcin Mikołaj Radzwiłł, e della sua seconda moglie, Martha Trembitska, e grazie alla cultura dell'ambiente familiare in cui era vissuto, ebbe la possibilità di studiare in Europa, nelle università di Parigi e Roma.
Grazie all'influenza di un lontano parente Antoni Benedykt Lubomirski, il principe riuscì ad entrare nella cerchia del re Stanislao II Augusto Poniatowski, venendo nominato Ordynat di Kleck, Olyka e Njasviž e poi castellano di Vilnius.
Di tendenze politicamente moderate ma inclini ad una monarchia costituzionale, venne spesso emarginato dalla società polacca dell'epoca, o liberale od estremamente reazionaria, ma nonostante ciò il principe si fece un nome all'emissione di un suo libro di sonetti in polacco, con parafrasi francesi e testo a fronte latino.
Poniatowski, ammirato dalla cultura del pari, lo nominò Ministro della Cultura del nuovo governo, e fu tra i primi ministri a stabilire, almeno nella Grande Polonia, l'educazione scolastica obbligatoria.
Nonostante le sue tendenza apolitiche, fu spinto ad accettare la carica di Maresciallo del Sejm dal 9 aprile 1773 al 1 aprile 1775, prima che uno dei capi dei confederati di Targowica, Adam Poniński, gliela strappasse.
Successivamente il principe scrisse altri libri di poesia, spesso vicina al gusto poetico dell'epoca, classico o francese, che lo resero molto famoso anche a Praga e Vienna, dove un suo amico, principe Stanisław Lubomirski gli regalò un palazzo, dove il principe ospitò alcuni reduci od esiliati della Rivolta di Kościuszko, alla quale non partecipò considerandosi un intellettuale più che un politico; passò il resto della sua vita tra Varsavia e Vienna, scrivendo l'ultimo dei suoi cinquanta libretti di sonetti e madrigali nel 1831, stesso anno della sua morte.

## Matrimonio
Sposò, il 26 aprile 1771, Helena Przeździecka (1753-1821), figlia di Antoni Tadeusz Przezdziecki. Ebbero otto figli:
- Ludwik Mikołaj Radziwiłł (1773-1830), sposò Marianna Vodzinska, padre di Leon Hieronim Radziwiłł;
- Antoni Henryk Radziwiłł (1776-1832);
- Krystyna Magdalena Radziwiłł (1776-1796);
- Michał Gedeon Radziwiłł (1778-1850);
- Karol Lukasz Radziwiłł;
- Andrzej Walentyn Radziwiłł (1780-1837/1838);
- Aniela Radziwiłł (1781-1808), sposò Konstanty Adam Czartoryski, ebbero un figlio;
- Róża Katarzyna Radziwiłł (1788-1803).